# Burcht van Bütgenbach
De Burcht van Bütgenbach is een burchtruïne in de Luikse plaats Bütgenbach, gelegen nabij de Burgstraße.
Deze burcht werd gebouwd in 1232 en was de zetel van een heerlijkheid die als Hof Bütgenbach bekend stond. Hij lag ten noorden van het dorp op een rots die uitstak boven het dal van de Warche. De burcht stond bekend als een onneembare vesting.
In 1575 werd de burcht door brand getroffen en in 1624 was hij weer hersteld. In 1689 werd hij echter verwoest door de troepen van Lodewijk XIV van Frankrijk. Omstreeks 1800 werd de burcht definitief verwoest tijdens een volgende Franse bezetting.
Tegenwoordig resten nog enkele muren aan de rand van het stuwmeer, vlak bij de stuwdam. De vroegere gracht is tegenwoordig in gebruik als overloop van het stuwmeer.